# Rośliny kwiatowe
Rośliny kwiatowe (Anthophyta) – przestarzała nazwa roślin nasiennych (Spermatophyta). Wbrew pozorom, nazwa ta nie jest równoznaczna z angielskim określeniem "flowering plants", które odnosi się wyłącznie do roślin okrytonasiennych (Magnoliophyta). Słowo "flower" odnosi się bowiem tylko do kwiatów roślin okrytonasiennych, zaś u roślin nagonasiennych kwiatostany męskie i żeńskie określa się zwykle odpowiednio jako "male cones" oraz "female cones" (także we wczesnych stadiach rozwoju).